# Brendan Moloney
Brendan Moloney (Beaufort, 18 gennaio 1989) è un ex calciatore irlandese, di ruolo difensore.

## Carriera

### Club
Cresciuto nelle giovanili del Nottingham Forest, nel 2006 viene inserito in prima squadra. Nel 2008 viene ceduto in prestito prima al Chesterfield e poi al Rushden & Diamonds. Nel 2009 viene nuovamente ceduto in prestito, al Notts County. Nel 2010 viene nuovamente ceduto con la formula del prestito, allo Scunthorpe United. Rientrato dal prestito, viene confermato dal Nottingham Forest, con cui gioca fino al 2013. Nel 2013 viene ceduto a titolo definitivo al Bristol City. Nel 2014 passa allo Yeovil Town. Nel gennaio 2015 passa al Northampton Town con la formula del prestito. Il trasferimento diviene a titolo definitivo nel mese successivo, quando il calciatore, rimasto svincolato, firma un contratto triennale. Ha concluso la propria carriera nel 2018, a causa di un infortunio al ginocchio. 

### Nazionale
Ha debuttato con la Nazionale Under-21 il 10 febbraio 2009, in Irlanda-Germania (1-1). Ha giocato, con l'Under-21, le Qualificazioni all'Europeo Under-21 2011. Ha collezionato in totale, con la Nazionale Under-21, 5 presenze.

## Statistiche

### Cronologia presenze e reti in nazionale
| Cronologia completa delle presenze e delle reti in nazionale ― Irlanda under 21 | Cronologia completa delle presenze e delle reti in nazionale ― Irlanda under 21 | Cronologia completa delle presenze e delle reti in nazionale ― Irlanda under 21 | Cronologia completa delle presenze e delle reti in nazionale ― Irlanda under 21 | Cronologia completa delle presenze e delle reti in nazionale ― Irlanda under 21 | Cronologia completa delle presenze e delle reti in nazionale ― Irlanda under 21 | Cronologia completa delle presenze e delle reti in nazionale ― Irlanda under 21 | Cronologia completa delle presenze e delle reti in nazionale ― Irlanda under 21 |
| Data                                                                            | Città                                                                           | In casa                                                                         | Risultato                                                                       | Ospiti                                                                          | Competizione                                                                    | Reti                                                                            | Note                                                                            |
| ------------------------------------------------------------------------------- | ------------------------------------------------------------------------------- | ------------------------------------------------------------------------------- | ------------------------------------------------------------------------------- | ------------------------------------------------------------------------------- | ------------------------------------------------------------------------------- | ------------------------------------------------------------------------------- | ------------------------------------------------------------------------------- |
| 10-02-2009                                                                      | Cork                                                                            | Irlanda under 21                                                                | 1 – 1                                                                           | Germania under 21                                                               | Amichevole                                                                      | -                                                                               |                                                                                 |
| 31-03-2009                                                                      | Cork                                                                            | Irlanda under 21                                                                | 0 – 3                                                                           | Turchia under 21                                                                | Qual. Europeo Under-21 2011                                                     | -                                                                               |                                                                                 |
| 09-09-2009                                                                      | Rakvere                                                                         | Estonia under 21                                                                | 1 – 1                                                                           | Irlanda under 21                                                                | Qual. Europeo Under-21 2011                                                     | -                                                                               |                                                                                 |
| 09-10-2009                                                                      | Dublino                                                                         | Irlanda under 21                                                                | 1 – 1                                                                           | Georgia under 21                                                                | Qual. Europeo Under-21 2011                                                     | -                                                                               |                                                                                 |
| 07-09-2010                                                                      | Kocaeli                                                                         | Turchia under 21                                                                | 1 – 0                                                                           | Irlanda under 21                                                                | Qual. Europeo Under-21 2011                                                     | -                                                                               |                                                                                 |
| Totale                                                                          |                                                                                 | Presenze                                                                        | 5                                                                               |                                                                                 | Reti                                                                            | 0                                                                               |                                                                                 |

## Palmarès

### Club

#### Competizioni nazionali
- Football League Two: 1

Northampton Town: 2015-2016